# Mohácsi Márk
Mohácsi Márk, teljes nevén Mohácsi Márk Dániel (Budapest, 1994. július 7. –) magyar színész, a Szigetszentmiklósi Sziget Színház és Nemzeti Lovas Színház tagja. Beceneve: Manó. A kedvenc állata a ló mellett a kutya. 1 húga van.

## Életpályája
Általános iskolai tanulmányait a Lajtha László Zenei tagozatos iskolában végezte, majd az Egressy Béni Zeneművészeti Középiskolában folytatta. 2004-ben felvétették Pintér Tibor musical stúdiójába, ahol kisebb szerepeket kapott. 2007-ben került a szigetszentmiklósi Sziget Színház musical stúdiójához. 2008-ban kapta a kis Rudolf szerepét a budapesti Operettszínházban az Elisabeth című musical-ben, majd ezután Csorbi szerepét a Szépség és a Szörnyeteg című darabban. Első jelentősebb szerepét 2008-ban Tim Rice – Andrew Lloyd Webber – a József és a színes szélesvásznú álomkabát című darabjában kapta. A 2010-es évek elejétől lovagol. 2010-ben mutatkozott be a Nemzeti Lovas  Színházban. Az első jelentősebb szerepét a Honfoglalás című rockoperában kapta, 2011-ben. 2012-ben bejutott a  Nemzeti Vágta elődöntőjébe. Mostanra a Nemzeti Lovas Színház vezető színésze és lovasa, ahol 2023-tól már rendezői szerepet is vállalt, többek között a 2023 és 2024-es Jégvarázs gála rendezését is, melyet Gazdik Dávid színész kollégájával és legjobb barátjával közösen hoztak létre.

## Főbb szerepei
- Benjamin - József és a színes szélesvásznú álomkabát
- Trója – Paris herceg
- Honfoglalás[1] – Levente (2011), Táltos (2022-)
- Ludas Matyi – Ludas Matyi
- Rózsa Sándor –  Katona Pál barátja
- Csárdáskirálynő – Bóni gróf
- Hófehérke -- Tudor
- Szent László, a lovagkirály -- Laczfi Endre
- Árpád-házi királyROCK -- IV. Béla
- Szilaj -- Kenai
- Kincsem -- Hesp Róbert
- János vitéz -- Bagó
- Drakula -- Jonathan Harker
- Marica Grófnő -- Liebenberg István
- Hyppolit a lakáj -- Makács
- Mágnás Miska – Miska
- Aladdin -- Aladdin
- A szabadság vándorai -- Balázs
- István a király –  Torda és Laborc
- Leányvásár – gróf Fritz
- Az álarcos lovas – Pedro
- Mátyás az igazságos  – Mátyás király
- Pincér - Csókos asszony (2012)
- A kis Rudolf - Elisabeth[2] (a budapesti Operettszínházban)
- Csorbi, a teáscsésze - Szépség és a szörnyeteg[3] (a budapesti Operettszínházban)